# Thelypteris
Thelypteris és un gènere de falgueres de la família Thelypteridaceae. Es troben espècies molt similars entre elles a gran part del món. Aquestes falgueres són plantes terrestres i com a excepció creixen en les roques. La majoria creixen en ambients tropicals però també algunes ho fan sota climes temperats.

## Taxonomia
Als Països Catalans, tan sols es troben a Catalunya tres espècies d'aquest gènere:
- Thelypteris phegopteris
- Thelypteris limbosperma
- Thelypteris thelypteroides
- Thelypteris palustris, Amèrica del Nord[4]

Altres espècies (llista incompleta):
- Thelypteris aculeata, A.R.Sm., endèmic (Equador)
- Thelypteris appressa, A.R.Sm., endèmic (Equador)
- Thelypteris bonapartii, (Rosenst.) Alston, endèmic (Equador)
- Thelypteris campii, A.R.Sm., endèmic (Equador)
- Thelypteris chimboracensis, A.R.Sm., endèmic (Equador)
- Thelypteris conformis, (Sodiro) A.R.Sm., endèmic (Equador)
- Thelypteris correllii, A.R.Sm., endèmic (Equador)
- Thelypteris dodsonii, A.R.Sm., endèmic (Equador)
- Thelypteris elegantula, (Sodiro) Alston, endèmic (Equador)
- Thelypteris euthythrix, A.R.Sm., endèmic (Equador)
- Thelypteris fluminalis, A.R.Sm., endèmic (Equador)
- Thelypteris kunthii, (Desv.) Morton, endèmic dels Estats Units
- Thelypteris macra, A.R.Sm., endèmic (Equador)
- Thelypteris noveboracensis, falguera de Nova York[5]

- Thelypteris rosenstockii, (C.Chr.) R.M.Tryon, endèmic (Equador)
- Thelypteris semilunata, (Sodiro) A.R.Sm., endèmic (Equador)
- Thelypteris subtilis, A.R.Sm., endèmic (Equador)